# Seethanagaram, East Godavari
Seeta Nagaram hay Seethanagaram là một mandal thuộc huyện East Godavari, bang Andhra Pradesh, Ấn Độ.